# 田中崇公
田中 崇公（たなか たかひろ、1973年 - ）は、大阪府出身の日本の弁護士（大阪弁護士会所属）・海事補佐人。知的財産修士（専門職）・法学修士（ワシントン大学セントルイス）。中之島中央法律事務所パートナー。大阪工業大学知的財産専門職大学院客員教授。

## 経歴
1991年灘高等学校卒業。1997年東京大学法学部卒業。1998年司法修習生（第52期）。2000年弁護士登録（大阪弁護士会）、中之島中央法律事務所入所。
2007年大阪工業大学知的財産専門職大学院知的財産専攻修了（一期生）、知的財産修士（専門職）。同年、中之島中央法律事務所パートナーに就任。
2012年大阪弁護士会一水会執行部担当（2013年3月まで）。2014年海事補佐人登録。
2016年ワシントン大学セントルイス大学院LLM(Master of Laws)修了、法学修士。大阪工業大学知的財産専門職大学院客員教授も務める。
主な専門は、知的財産法（日本・アメリカ）、労働・人事労務、ベンチャー企業支援・民事再生・債務整理、一般民事、企業法務など。
主な所属団体は、大阪弁護士会（一水会）、経営法曹会議、著作権法学会、日本工業所有権法学会、バイオチップコンソーシアム、関西バイオビジネス研究会、ベンチャーサポートネットワークなど。

## 主な著書
- Ｑ＆Ａ その時どうする？知的財産法（中央経済社「ビジネス法務」 2006年11月号）
- 特許ライセンス契約におけるひな形の修正と留意点（レクシスネクシス・ジャパン「Lexis企業法務」2007年2月号）
- 実践 知財ビジネス法務（共同執筆・新日本法規　2010年11月）
- 企業のための労働契約の法律相談（共同執筆・青林書院　2011年11月）
- 人事労務規程のポイント－モデル規程とトラブル事例（共同執筆・新日本法規出版　2016年1月）